# 9395 Сен Мішель
9395 Сен Мішель (9395 Saint Michel) — астероїд головного поясу, відкритий 10 серпня 1994 року.
Тіссеранів параметр щодо Юпітера — 3,404.
Названо на честь муніципалітету у Франції Ле-Мон-Сен-Мішель.